# Etelbaldo de Wessex
Etelbaldo de Wessex foi o  segundo dos cinco filhos do Rei Etelvulfo, rei de Wessex e de Osburga. Ele foi rei de Wessex desde 858 a 860.
Ele testemunhou cartas de seu pai como sendo filho do Rei nos anos de 840, e em 850 recebe o cargo de ealdormano. Em 855 torna-se regente de Wessex, enquanto o seu pai, Etelvulfo, visita Roma. O seu irmão mais velho Etelstano, havia falecido em em 851 ou pouco depois. O seu irmão mais novo Etelberto tornou-se rei de Kent.
Etelvulfo voltou um ano mais tarde, depois de ter tomado como sua segunda esposa, a filha carolíngia de treze anos, do Rei Carlos, o Calvo, Judite. De acordo com Asser, o biógrafo, de Alfredo, durante a ausência de Etelvulfo pode ter havido uma conspiração traçada para evitar o regresso do rei, quer por Etelbaldo, ou por Ealstano, bispo de Sherborne e Enulfo, ealdormano de Somerset, ou todos os três. É provável que Etelbaldo estivesse envolvido em tal conspiração devido ao casamento de seu pai com Judite. O casamento com uma princesa franca que tinha a sua própria linhagem real poderia ter produzido herdeiros do trono mais dignos do que Etelbaldo.
Para evitar uma guerra civil, Etelvulfo permitido a Etelbaldo continuar a governar Wessex (ou a parte ocidental de Wessex), enquanto ele ficava com Kent e as outras partes orientais do reino. Ann Williams data o início do reinado de Etelbaldo em 855, em conjunto com o pai desde a volta de Etelvulfo de Roma em 856, até sua morte, em 858. A ausência do nome de Etelbaldo de todas as moedas  durante este período sugere que a cunhagem continuou a ser, em nome de Etelvulfo até à sua morte. Etelbaldo então tornou-se rei de Wessex, enquanto Etelberto novamente se tornou rei de Kent.
O carisma de Judite como uma princesa carolíngia era tão grande que, em vez de perder o prestígio da ligação, Etelbaldo casou-se com ela, apesar da forte oposição clerical, devido ao casamento com uma madrasta viúva ser considerado incestuoso. Pouco se sabe sobre o seu reinado e apenas uma carta sobrevive, testemunhada pelo rei Etelbaldo, pelo rei Etelberto e Judite, sugerindo que ele estava de boas relações com o seu irmão.
Etelbaldomorreu em Sherborne em Dorset a 20 de Dezembro de 860. Asser, que era hostil a Etelbaldo tanto por causa da sua revolta contra seu pai como por causa do seu casamento não canonico, descreveu-o como "iníquo e agarrado", e a seu reinado como "dois anos e meio sem lei ".